# 코흐틀라얘르베

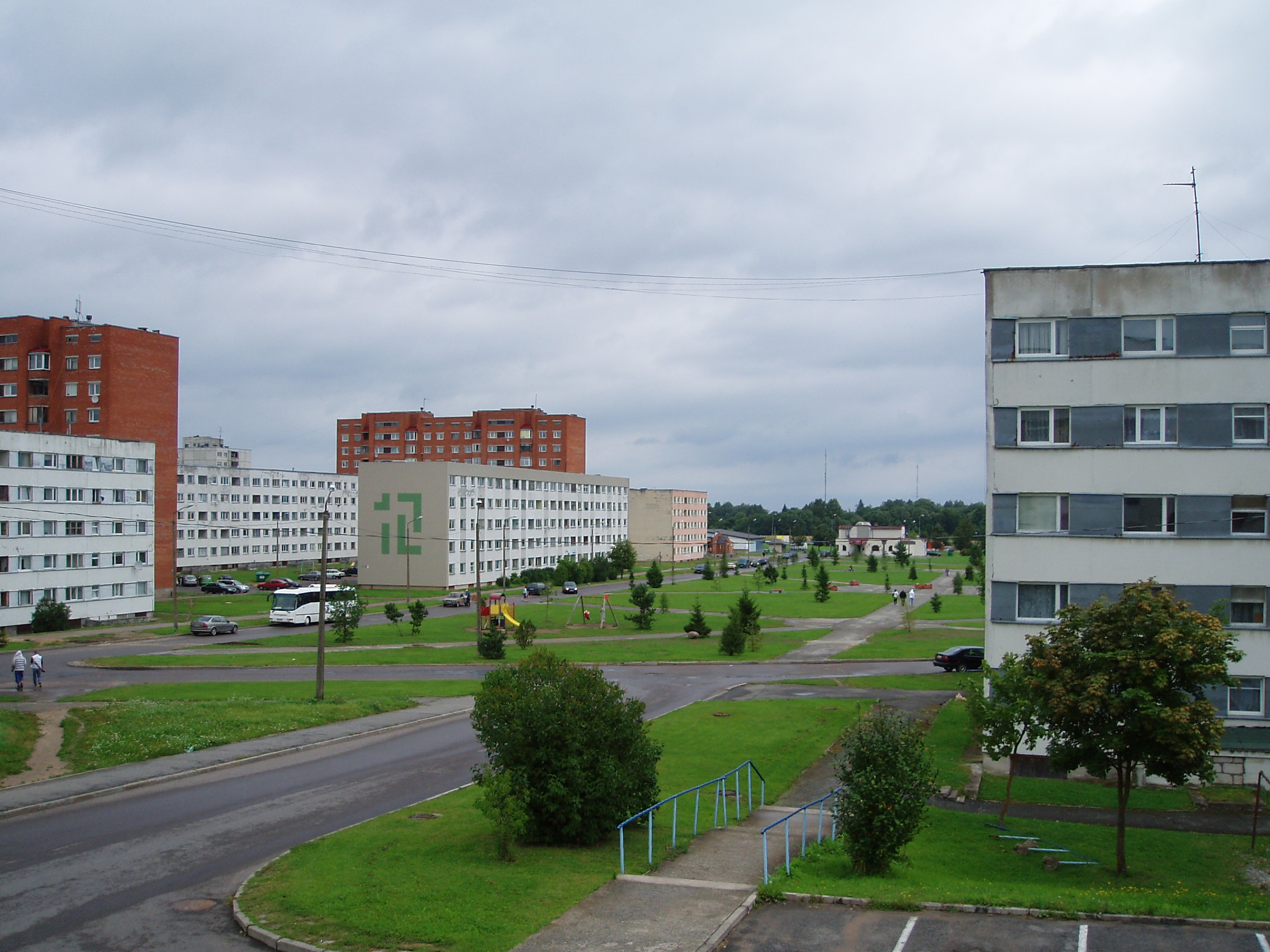
코흐틀라얘르베

코흐틀라얘르베(에스토니아어: Kohtla-Järve)는 에스토니아 북동부에 위치한 이다비루주의 도시로 면적은 41.77km2, 인구는 45,740명(2006년 기준), 인구 밀도는 1,100명/km2이다.
1924년에 신설되었으며 1946년에 시로 승격되었다. 유혈암과 대규모 정유 공장으로 유명한 도시이며 에스토니아에서 4번째로 큰 도시이다. 40여 개가 넘는 민족이 거주하고 있고 에스토니아인은 전체 인구의 21%를 차지한다. 6개 행정구를 관할한다.

시기
시 문장

## 같이 보기
- 비루 케미아 그룹